# Suchonica vladimiri
Suchonica vladimiri è un tetrapode estinto, appartenente ai croniosuchi. Visse nel Permiano superiore (circa 263 milioni di anni fa) e i suoi resti fossili sono stati ritrovati in Russia.

## Descrizione
Noto solo per frammenti, di questo animale non è possibile ricostruirne l'aspetto. Tuttavia, dal raffronto dei pochi fossili rinvenuti con quelli di animali più noti (come Chroniosaurus), è possibile ipotizzare che Suchonica fosse un animale simile a un piccolo coccodrillo, dotato di una corazza dorsale composta da elementi separati parzialmente sovrapposti l'uno all'altro (osteodermi). Questi osteodermi erano stretti e allungati, più lunghi che larghi, e il processo ventrale di questi elementi non era fuso alla spina neurale della vertebra (come invece avveniva in altri croniosuchi come Uralerpeton). La superficie dorsale di questi osteodermi era ornamentata da file di creste "a pettine".

## Classificazione
Suchonica vladimiri venne descritto per la prima volta nel 1999, sulla base di osteodermi dorsali e vertebre provenienti dalla regione di Vologda in Russia, nei pressi del fiume Sukhona. Suchonica appartiene ai croniosuchi, un gruppo enigmatico di tetrapodi rettiliomorfi forse affini agli antracosauri, tipici del Permiano superiore e del Triassico. Suchonica è il più antico membro noto di questo gruppo, ma non il più primitivo: sembra che fosse più derivato rispetto a Madygenerpeton e a Chroniosaurus, e che si trovasse in una posizione filogenetica analoga a quella di Jarilinus e Chroniosuchus.